# Acosmerycoides harterti
Genre
Espèce
Acosmerycoides harterti est une espèce de lépidoptères de la famille des Sphingidae. Elle est l'unique représentante du genre monotypique Acosmerycoides.

## Description
L'imago
- Envergure du mâle : de 80 à 90 mm.

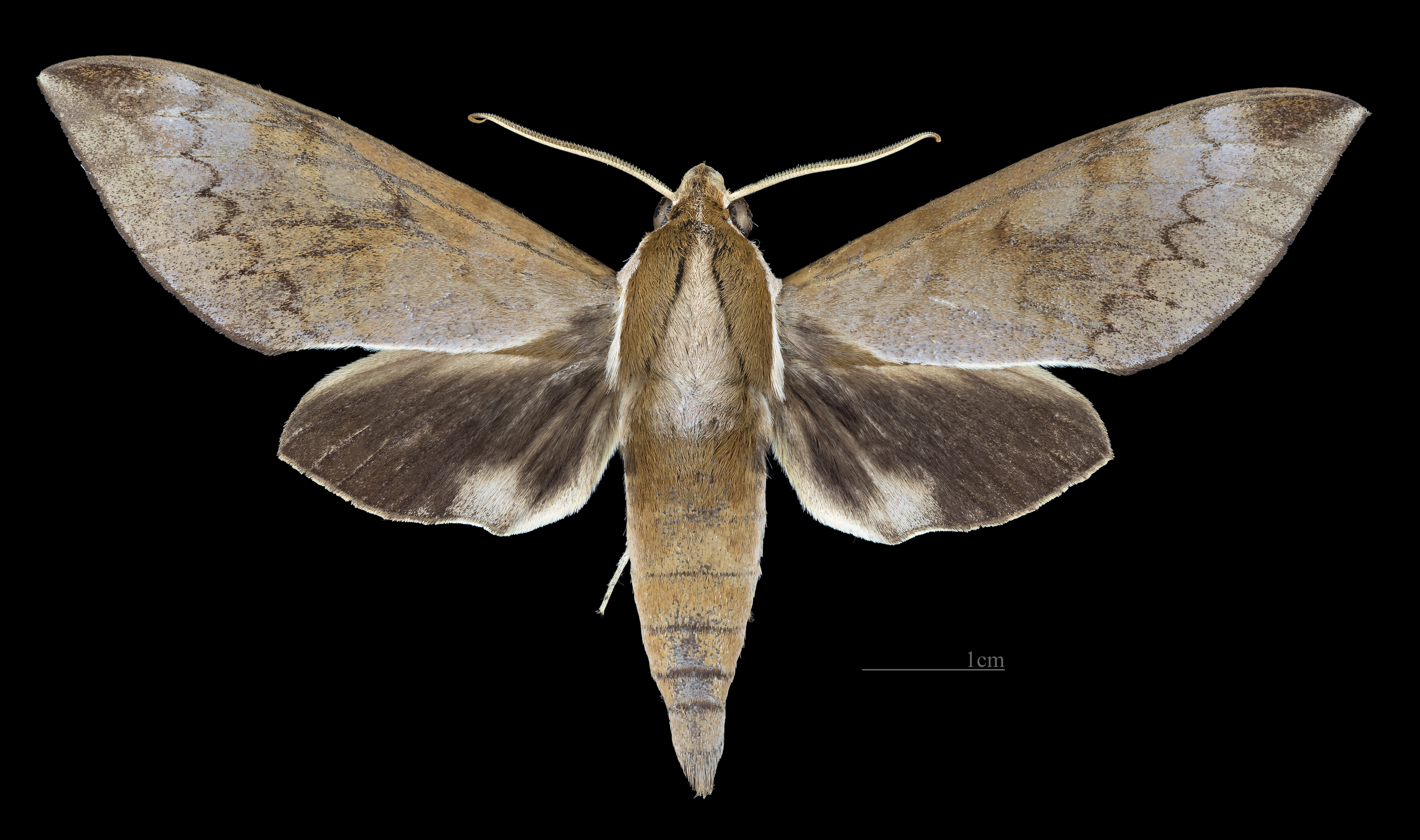
Avers du mâle (coll.MHNT)
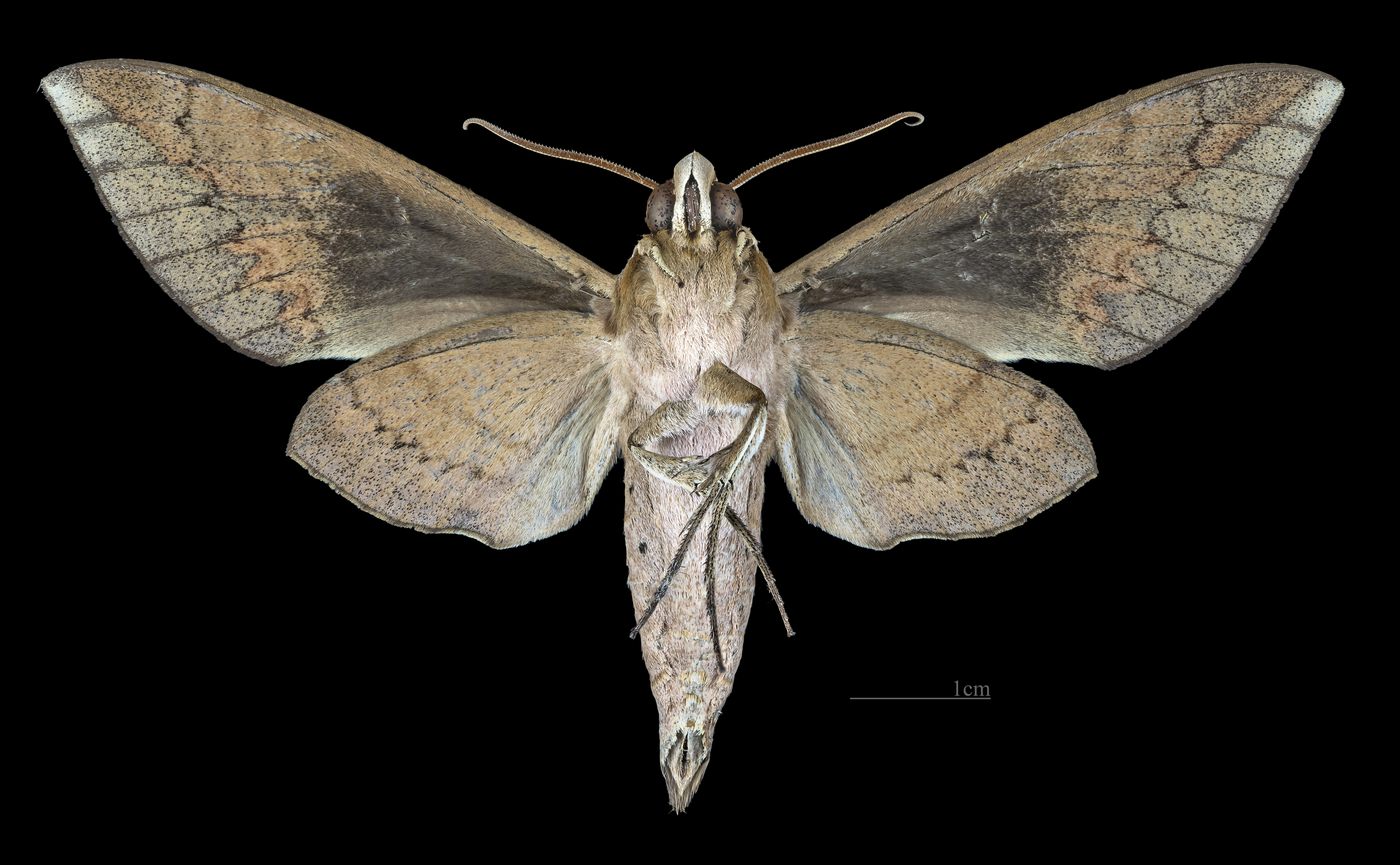
Revers du mâle (coll.MHNT)
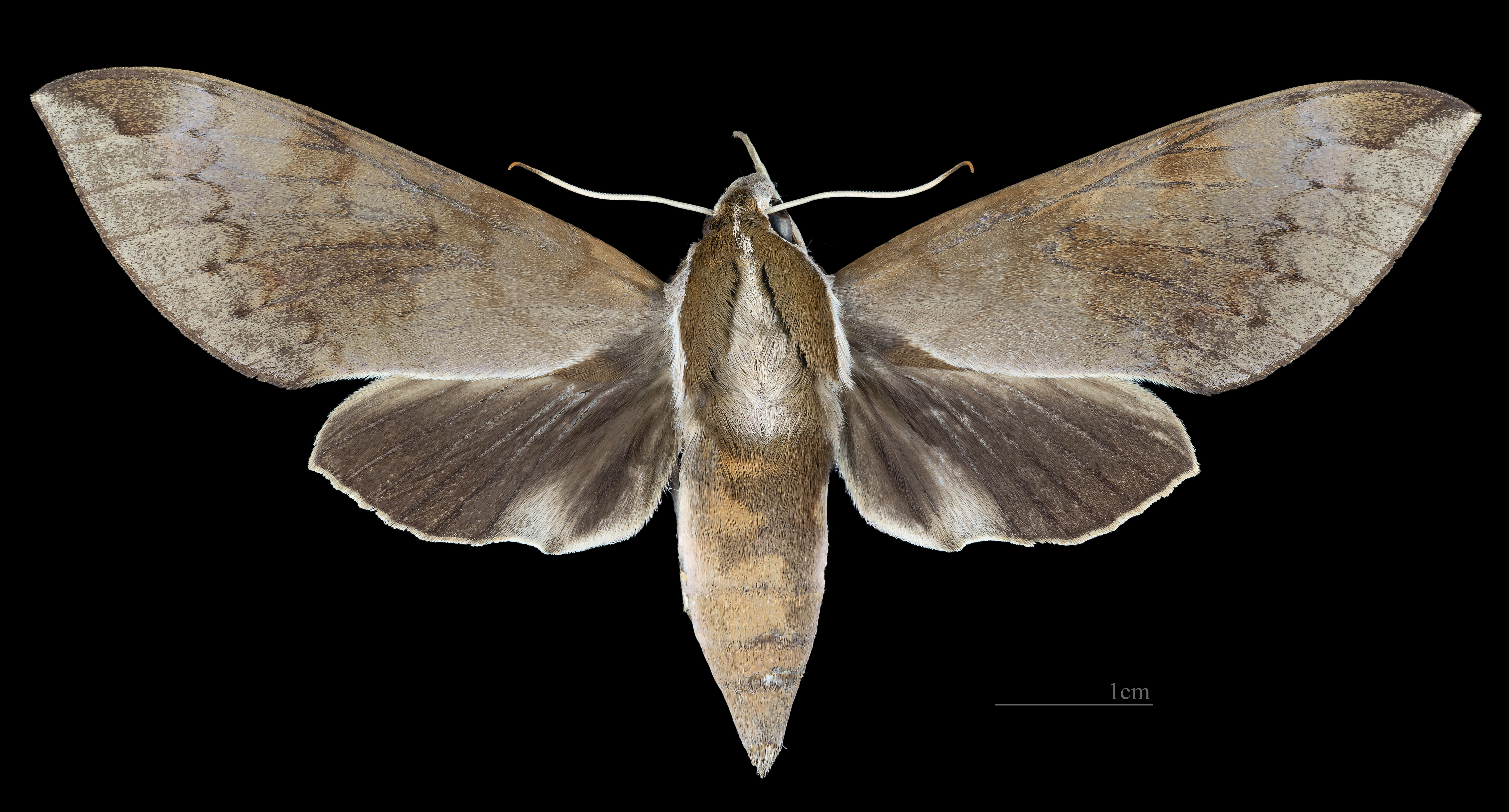
Avers de la femelle (coll.MHNT)
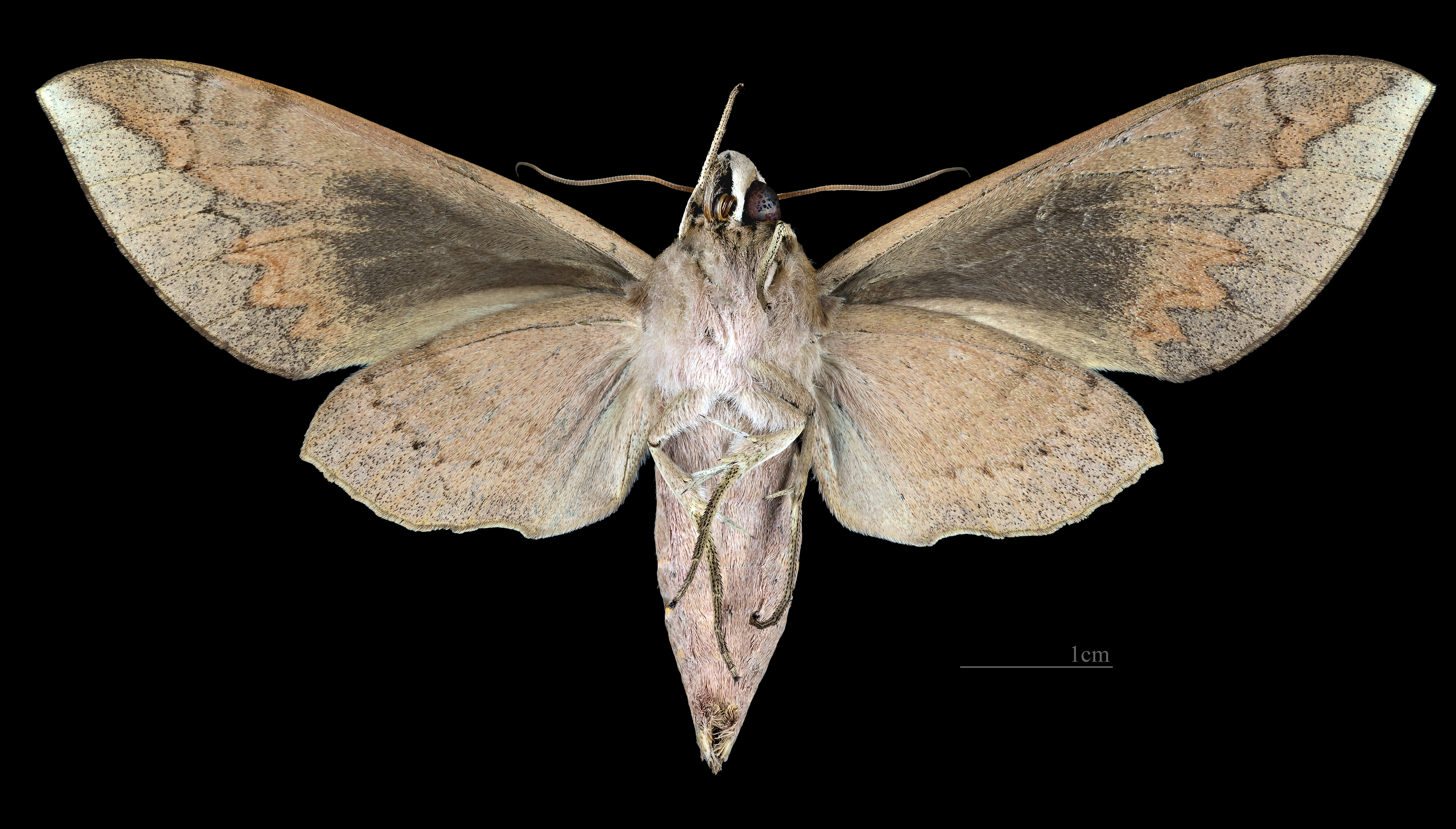
Revers de la femelle (coll.MHNT)

## Biologie
Les chenilles se nourrissent des espèces du genre Vitis.

## Répartition et habitat
L'espèce se rencontre depuis l'état d'Assam en Inde, à l'est à travers le sud de la Chine jusqu'à Taiwan et au sud jusqu'en Thaïlande, au Laos et au Vietnam.

## Systématique
- Le genre a été décrit par l'entomologiste allemand Rudolf Mell en 1922.
- La seule espèce a été décrite pour le naturaliste britannique Lionel Walter Rothschild en 1895 sous le nom initial de Ampelophaga harterti.

### Synonymie
- Ampelophaga harterti Rothschild, 1895 (Protonyme)
- Acosmerycoides insignata Mell, 1922
- Ampelophaga takamukui Matsumura, 1927
- Acosmerycoides horishana Matsumura, 1927
- Rhagastis leucocraspis Hampson, 1910
- Clanis obscura Mell, 1958